# Drentse Courant
De Drentse Courant was een regionale krant die verscheen vanaf 1992 tot 2002 in de provincie Drenthe.

## Geschiedenis
Op 1 april 1823 begint de 'provinciale drukker' Claas van Gorcum in Assen met de voorloper van de Drentse Courant onder de naam Nieuws- en Advertentieblad voor de Provincie Drenthe. Het blad wordt in 1826 omgedoopt tot Drentsche Courant, sinds 4 juli 1851 onder de naam Provinciale Drentsche en Asser Courant. In 1966 vindt er een fusie plaats met de Emmer Courant en ontstaat de Drents-Groningse Pers (DGP). In 1975 neemt Wegener de Drents-Groningse Pers over en in 1979 wordt ook de Winschoter Courant toegevoegd aan deze Groep. 
Onder Wegener blijven de Drentse en Asser Courant en de Emmer Courant onafhankelijk van elkaar verschijnen. In 1992 fuseren de Drentse en Asser Courant en de Emmer Courant tot de Drentse Courant.
In Groningen wordt de Winschoter Courant omgedoopt in Groninger Dagblad. De Drentse Courant en het Groninger Dagblad kennen eenzelfde opmaak en verschillen alleen op de regionale pagina´s van elkaar.
In 1995 neemt de Hazewinkel Pers uit Groningen (uitgever van Nieuwsblad van het Noorden) de Drents-Groningse Pers over van Wegener. In eerste instantie blijven de drie kranten los verschijnen.
In 2001 maakt de Hazewinkel Pers bekend de kranten in elkaar te schuiven tot Dagblad van het Noorden en komt in 2002 een einde aan een eigen krant voor de provincie Drenthe.